# لويس ويلكينز
لويس ويلكينز (بالإنجليزية: Louis Wilkins)‏ هو منافس ألعاب قوى أمريكي، ولد في 10 ديسمبر 1882 في بوربون في الولايات المتحدة، وتوفي في 6 أبريل 1950.

## وصلات خارجية
- لويس ويلكينز على موقع أوليمبيديا (الإنجليزية)